# Новая Носовица
Новая Носовица (укр. Нова Носовиця) — село в Таракановской сельской общине Дубенского района Ровненской области Украины.
Население по переписи 2001 года составляло 219 человек. Почтовый индекс — 35640. Телефонный код — 3656. Код КОАТУУ — 5621686009.